# Ніклаус Вірт
Ні́клаус Вірт (нім. Niklaus Emil Wirth; 15 лютого 1934 — 1 січня 2024) — швейцарський програміст і теоретик програмування, професор, автор мови програмування Паскаль, лауреат Тьюрингівської премії (1984). Вірт є автором багатьох широко відомих праць з програмування. Він був директором Інституту інформатики Швейцарської вищої політехнічної школи до 1999.

## Життєпис
Ніклаус Вірт народився 15 лютого 1934 у Вінтертурі, в передмісті Цюриху, (Швейцарія). Батьки — Волтер і Хедвіга Вірт. Батько Ніклауса був шкільним учителем.
У дитинстві Ніклаус Вірт захоплювався авіамоделізмом і будівництвом ракет, захоплення електронікою та системами програмного керування почалося з розробки пристроїв дистанційного керування для моделей. 1954 року вступив на факультет електроніки Швейцарського федерального технологічного інституту (ETH) у Цюриху, де за чотири роки здобув ступінь бакалавра з електротехніки. Продовжив навчання в Лавальському університеті (Квебек, Канада), у 1960 році здобув ступінь магістра. Потім його запросили до університету Каліфорнії у Берклі (США), де в 1963 році, під керівництвом професора Хаскі, він захистив дисертацію, темою якої стала мова програмування Ейлер (Euler) — розширення Алголу засобами мови Лісп.
Дисертацію Вірта помітили в спільноті розробників мов програмування, і в тому ж 1963 році його запросили до Комітету з стандартизації Алгол IFIP (Міжнародної федерації інформатики), який розробляв новий стандарт мови Алгол, що згодом став Алгол-68. Разом з Чарльзом Гоаром Вірт відстоював у комітеті лінію на розробку помірно модифікованої версії Алгол, вільної від недоліків первісної мови і доповненої мінімумом дійсно необхідних долучень. Вірт і Гоар представили комітету мову ALGOL W (W — від Wirth), що являв собою саме таку переробку Алгол, але підтримки не зустріли. Після завершення роботи комітету в 1968 році Вірт увійшов до числа тих, хто критикував Алгол-68, кажучи про його недостатню надійність та надзвичайну надмірність. Паралельно, з 1963 по 1967 роки Вірт працював асистентом в Стенфордському університеті, США. Разом із Джимом Уельсом розробив і реалізував алголоподібну мову PL/360, призначену для програмування на платформі IBM System/360, в якій було запроваджено низку системно-залежних можливостей, пов'язаних з архітектурою System/360.
У 1967 році повернувся у званні доцента в університет Цюриху, в 1968 році отримав у ETH звання професора комп'ютерних наук. Протягом 31 року працював у ETH. Багато займався організаційною діяльністю, вдосконалюючи систему навчання свого університету.
У 1970 у створив мову програмування Паскаль. В 1970-х роках розробив, разом з Ч. Гоаром та Е. Дейкстрою технологію структурного програмування. 1971 року у статті «Розробка програми методом покрокового уточнення» Вірт описав і обґрунтував методологію розробки програмного забезпечення «зверху вниз», що згодом стала класичною. Для перенесення Паскаль-системи на різні обчислювальні платформи в 1973 році за участі Вірта було розроблено прототип віртуальної машини, що на будь-якій платформі виконує проміжний «P-код», в який передбачалося компілювати всі програми.
У 1975 році розробив мову Модула, в якій реалізував ідеї розробки модульних програм із добре визначеними міжмодульними інтерфейсами та інтерфейсами паралельного програмування. Крім того, в Модулі було змінено синтаксис мови — Вірт позбувся успадкованої ще від Алгол-60 необхідності застосовувати складені інструкції в інструкціях розгалуження та циклах. Модула не була широко відома і мала всього одну експериментальну реалізацію, але її допрацьована версія — Модула-2, розробка якої почалася в 1977 і закінчилася в 1980 році, призначена для реалізації системного ПЗ розроблювальної в ETH системи Lilith — 16-розрядного персонального комп'ютера, стала відома і досить популярна, хоча і не перевершила за популярністю Паскаль, особливо його комерційні реалізації. Система Lilith обігнала тенденції комп'ютерної індустрії на кілька років, пізніше Вірт з жалем говорив, що, не реалізувавши потенціал цієї системи, швейцарська комп'ютерна індустрія втратила свій історичний шанс. Розвитком Модула-2 стала мова Модула-3, розроблена спільно фірмами DEC і Olivetti, у створенні якої Вірт участі не брав.
У другій половині 1970-х Вірт брав участь у конкурсі міністерства оборони США на розробку нової мови для програмування вбудованих систем, в результаті якого була створена мова Ада. Повторилася історія з Алгол-68 — проєкт групи, в якій працювали Вірт і Гоар, не був схвалений комітетом з мови. У результаті конкурс виграв проєкт, оснований на Паскалі, але набагато складніший і об'ємний.
З 1982 по 1984 та з 1988 по 1990 роки Вірт очолював факультет комп'ютерних наук ETH, а з 1990 року — Інститут комп'ютерних систем при ETH.
В 1988 році в співдружності з Юргом Гуткнехтом (Jurg Gutknecht) Вірт розробив мову програмування Оберон. Метою розробки було створення мови для реалізації системного ПЗ проєктованої нової робочої станції. Основою для Оберона стала Модула-2, яку істотно спростили, але при цьому доповнили новими можливостями.
В 1992 році Вірт та Мессенбек випустили новину про нову мову програмування — Оберон-2, — мінімально розширену версію Оберона. Того ж року було створено дочірню компанію ETH — Oberon microsystems, яка зайнялася розробкою систем Оберон. Вірт став одним з членів її ради директорів. 1999 року ця компанія випустила наступну версію Оберона — Component Pascal, більш пристосовану для компонентного програмування. 1996 року Вірт розробив ще одну оригінальну мову програмування — Lola, призначену для проєктування та модулювання електронних схем.
1 квітня 1999 року Вірт вийшов на пенсію, досягши граничного для державного службовця Швейцарії віку — 65 років (ETH — державний ВНЗ, його працівники є державними службовцями та їх робота регулюється відповідним законодавством).
Член національних академій: Swiss Academy of Engineering (Швейцарія), US Academy of Engineering (США), Berlin-Brandenburg Academy (Німеччина).
Академічна респектабельність Вірта довгий час заважала визнати той факт, що він є одним з перших справжніх гіків в історії інформаційних технологій. Розголосу це набуло лише через десять років після його виходу на пенсію.

## Наукові досягнення
Вірт є автором таких мов програмування, як «Ейлер», «Модула», «Модула-2», «Оберон». Працюючи у Швейцарському федеральному технічному інституті разом із своїми учнями і послідовниками удосконалював теорію мови програмування загального використання. Окрім цього, він запропонував методику покрокової розробки програм — від глобального до локального, від загального до часткового, тобто занурення в алгоритм зверху донизу. Цю методику було визнано найсильнішою ідеологією програмування 70-х pp. ХХ ст.

## Книжки
Видані російською мовою:
- Систематичне програмування. Введення. М.: Мир, 1977;
- Паскаль. Керівництво для користувачів та опис мови. М.: Фінанси і статистика, 1982 (у співавторстві з К. Йенсен);
- Алгоритми + структури даних = програми. М.: Мир, 1985;
- Програмування на мові Модула-2. М.: Мир, 1987;
- Алгоритми та структури даних. М.: Мир, 1989. ISBN 5-03-001045-9 (версія книги на мові Модула-2)
- Алгоритми та структури даних. СПб.: Невський діалект. 2001.

## Нагороди і вшанування пам'яті
Праці Ніклауса Вірта відзначені численними нагородами, серед яких і «Премія Тьюринга» у 1984 році, що є однією з найпрестижніших відзнак у світі комп’ютерних наук.